# 律師學院
律師學院（英語：Inns of Court）於中世紀時期成立，位於英國倫敦。由林肯律師學院（Linconln's Inn，1422年）、中殿律師學院（Middle Temple，1501年）、內殿律師學院（Inner Temple，1505年）、格雷律師學院（Gray's Inn，1569年）組成，但四所律師學院是互不隸屬的。
律師學院亦是訓練英國的大律師的組織，現時在英國執業的大律師均會是其中一間律師學院的會員，英國的君主或皇族會擔任學院的名譽院長，學院的院長會由資深的大律師通過互選産生。

## 外部連結
- 格雷律師學院 （页面存档备份，存于）
- 林肯律師學院 （页面存档备份，存于）
- 中殿律師學院 （页面存档备份，存于）
- 內殿律師學院 （页面存档备份，存于）